# 中国人民解放军步兵第一四六师
中国人民解放军步兵第一四六师是中国人民解放军下属部队，建立于1948年11月1日，当时属中国人民解放军第四野战军第13兵团第49军，下辖436团、437团和438团，师长王奎先，政治委员栗在山。第二次国共内战期间，于1949年8月青树坪战役中被白崇禧指挥的中华民国国军击败。1952年7月取消建制。